# Upsala-gleccser
Az Upsala-gleccser egy nagy völgygleccser Argentínában, a Los Glaciares Nemzeti Parkban.

## Jellemzői
Dél-Patagónia jéggel borított területéről folyik ki, amely a Perito Moreno-gleccsert is táplálja. A gleccser végpontja az Argentino-tó. Az Upsala-gleccser jól ismert a jelentős visszahúzódásáról, mely az egyre gyorsuló globális felmelegedést látványosan alátámasztja.